# Ghadames
Ghadames ali Ghadamis /ɡəˈdæmɪs/ (Ghadamsi: ⵄⴰⴷⴻⵎⴻⵙ / Ɛadēməs [ʕadeːməs], arabsko غدامس) je oazno mesto v okrožju Nalut v regiji Tripolitanija v severozahodna Libije.
Ghadamès, znan kot biser puščave (Jawhart Al-Sahra), stoji v oazi. Je eno najstarejših predsaharskih mest in izjemen primer tradicionalne poselitve. Za njegovo domačo arhitekturo je značilna vertikalna delitev funkcij: pritličje za shranjevanje zalog; prvo nadstropje je za družino, previsne pokrite ulice, ki ustvarjajo skoraj podzemno mrežo prehodov; in na vrhu terase na prostem, rezervirane za ženske.

## Etimologija
Etimologija imena Ghadames je zelo tesno povezana z njegovo zgodovino. Domneva se, da je ime Ghadames izvorno povezano z imenom starodavnega berberskega plemena Tidamensi, plemena iz Fezana. Verjame se tudi, da so ime Tidamensi pokvarili vsiljivci Rimljani, da so oblikovali ime Cydamus, ki je nato dalo mesto imenu Ghadames.

## Geografija
Ghadames leži približno 462 km jugozahodno od Tripolisa, blizu meje z Alžirijo in Tunizijo. Ghadames meji na provinco Illizi v Alžiriji in guvernat Tataouine v Tuniziji.
Oaza ima okoli 10.000 prebivalcev, večinoma Berberov. Stari del mesta, ki ga obdaja mestno obzidje, je UNESCO razglasil za svetovno dediščino. Vsak od sedmih klanov, ki so nekoč živeli v tem delu mesta, je imel svoje okrožje, od katerih je vsak imel javno mesto, kjer so lahko prirejali festivale.

### Podnebje
Ghadames ima vroče puščavsko podnebje (Köppnova podnebna klasifikacija BWh) z vročimi poletji, saj je povprečna visoka temperatura okoli 41 °C v juliju, najbolj vročem mesecu v letu, pa tudi hladnimi zimami (z velikimi dnevnimi nihanji). Mesto prejme malo padavin skozi vse leto, saj je povprečna letna količina padavin le 73,1 mm.

## Zgodovina

### Antika
Na podlagi arheoloških dokazov se domneva, da je bilo to območje poseljeno že v 4. tisočletju pr. n. št. in je eno najstarejših predsaharskih naselij. Njegov položaj v bližini vodnega vira sredi puščave bi bil pomemben kraj za vse, ki bi se želeli naseliti na tem območju.
Prvi pisni zapisi o Ghadamesu izvirajo iz rimskega obdobja, ko je bila naselbina znana kot Cydamus, iz katerega izhaja ime sodobnega Ghadamesa. V 1. stoletju pred našim štetjem je rimski prokonzul Lucij Kornelij Balb vdrl v Cydamus med vladavino cesarja Avgusta. Stalna rimska garnizija je bila ustanovljena med vladavino Septimija Severja in cesar je morda obiskal naselbino okoli leta 202 n. št. Vendar so se Rimljani nekaj desetletij kasneje med krizo v 3. stoletju umaknili s tega območja.
V 6. stoletju je v oazi živel škof, potem ko so bizantinski misijonarji prebivalstvo spreobrnili v krščanstvo. Postala je trdnjava donatistične herezije, dokler je niso osvojili muslimanski Arabci.
V poznem 7. stoletju so Ghadamesu vladali muslimanski Arabci. Prebivalstvo se je hitro spreobrnilo v islam in Ghadames je do 19. stoletja igral pomembno vlogo kot baza za transsaharsko trgovino.
Geograf iz 12. stoletja Abu Hamid al-Gharnati je vključil Ghadamisa med države Sudana (tj. države temnopoltih ljudi), kar je hipoteza, za katero Saad meni, da je možna, saj je Ghadamis vedno imel naseljence, ki so ga predstavljali v Timbuktuju.
Ghadamis je bil pomembno mesto v transsaharski trgovini s sužnji.

### 1900–danes
Oktobra 1911, kmalu po izbruhu italijansko-turške vojne, so Ghadames zasedli italijanski vojaki, ki so korakali iz Tripolisa. Vendar je bil italijanski nadzor nad mestom večkrat prekinjen do junija 1915, ko se je zaradi splošne vstaje po vsej Libiji, italijanska garnizija umaknila iz Ghadamesa v trdnjavo Tripolis. Učinkovit nadzor nad mestom je bil ponovno vzpostavljen decembra 1918, vendar je Ghadames zaradi upora po vsem Fezanu do leta 1923 držal izredne razmere.
Leta 1943 so sile Svobodne Francije okupirale Ghadames in njegovo okolico v južnem delu nekdanje italijanske kolonije Libije in tvorile vojaško ozemlje Fezan-Ghadames do libijske neodvisnosti leta 1951. V tem času je Ghadames postal glavno mesto regije.
V 1970-ih je vlada zgradila nove hiše zunaj starega dela mesta. Vendar pa se številni prebivalci poleti vračajo v stari del mesta, saj njegova arhitektura bolje ščiti pred vročino.
Istega časa je režiser Moustapha Akkad izbral Ghadames kot lokacijo snemanja notranjih prizorov mesta Medina v Sporočilu, islamskem epskem dramskem filmu.
Med libijsko državljansko vojno so sile Nacionalnega prehodnega sveta 30. avgusta 2011 vstopile v mesto, ki so ga od začetka spopada oblegale sile NTC. Do leta 2011 je bilo mesto pod nadzorom neodvisnih tuareških čet. Potem ko jih je zajela libijska nacionalna vojska, je bila celotna skupnost Tuaregov prisiljena zbežati v dejanju etničnega čiščenja.

## Gospodarstvo
Tisočletja je bilo oazno gospodarstvo z datljevo palmo kot ključno rastlino v središču gospodarskega življenja, ki je bilo v bistvu usmerjeno v samooskrbo prebivalstva. Edini izvozni artikel so bili plodovi sladkih datljev, ki so jih s karavanami kamel lahko prevažali na trge na jugu in severu (sredozemska obala).

## Staro mesto Ghadames
Obzidano staro mestno jedro mesta oaze - s svojimi ulicami, ki so delno pozidane ali prekrite z mrežasto mrežo - je od leta 1986 uvrščeno na Unescov seznam svetovne dediščine. V 1990-ih se je mesto izpraznilo prebivalcev, zaradi česar so stare stavbe zaradi pomanjkanja vzdrževanja v nevarnosti propada. Od leta 2016 je uvrščen na seznam ogrožene svetovne dediščine med štirimi drugimi kraji v Libiji zaradi škode, ki jo je povzročila libijska državljanska vojna, ki je prizadela državo, in grožnje nadaljnje škode, ki jo predstavlja.
Staro mestno jedro Ghadamèsa je izjemen primer puščavske urbane naselbine in arhitekture, ki prikazuje izjemen človeški odziv na življenje v neverjetno surovem okolju. Naselje stoji v predsaharskem območju med Velikim peščenim morjem in kamnito planoto Al Hamada el-Hamra, in je zgrajeno okoli izvira Ain al-Faras (lokalno imenovanega ghusuf). Krožna oblika starega mestnega jedra, postavitev njegovega grajenega tkiva in zasnova njegovih stavb so bili določeni s podnebnimi razmerami in upravljanjem z vodo ter so prepleteni z okoliškimi nasadi palm. Urbani ansambel je zaščiten z ojačenimi zunanjimi stenami hiš. Te lastnosti skupaj blažijo vpliv sušnega podnebja in izpolnjujejo posebne socialno-kulturne potrebe prebivalcev.
Okoli starega mesta Ghadamès arheološki ostanki v kamnu, vključno z obrambo iz rimskega obdobja in največjim mavzolejem v regiji, potrjujejo pomen, bogastvo in status prvih stanovalcev.
- Notranjost manjšega stanovanja
- Pogled na streho starega mestnega jedra
- Stari mestni bazen z izvirsko vodo
- Vhod v staro mestno obzidje
- Sadno drevje v starem mestnem jedru

## Hiše
Tradicionalne, večinoma dvonadstropne hiše, med katerimi so nekatere tudi ljubeče vzdrževane, so običajno zidane iz blatne opeke; poleg tega so bila za prekritje uporabljena tudi palmova debla in trsje, pa tudi preproge, tkane iz palmovih listov.
Osrednja sprejemna soba v pritličju - včasih okrašena z barvami in okrasnimi motivi - je bila običajno brez oken; osvetlitev in prezračevanje je bilo zagotovljeno skozi vrata, ki pa so bila zaradi dnevne vročine večino časa zaprta. Stanovalci so se tam zadrževali predvsem v poletnih mesecih. V večjih stenskih nišah so bili vrči za vodo, v manjših vdolbinah pa oljenke. Tudi okoliške spalnice niso imele oken.
Čez dan je bila strešna terasa večinoma namenjena ženskam, ki so opravljale različna domača opravila (priprava jedi, tkanje, sušenje sadja in pranje perila, itd.). Poleti so ob večerih na strešni terasi razgrnili podloge in odeje, na katerih so ljudje v hladnih nočeh lahko ležali spat.

## Muzej
Kamenodobne in rimske najdbe so prikazane v lokalnem muzeju. Vendar pa je večji del razstavnega prostora namenjen (umetnostnim) rokodelskim izdelkom (pletenicam, tekstilom, usnju in lesu) berberske kulture. Vse te stvari so bile narejene za lastne ali družinske potrebe.